# Angelika Schrobsdorff
Angelika Schrobsdorff (Friburg de Brisgòvia, 24 de desembre de 1927 - Berlín, 30 de juliol de 2016), fou una escriptora i actriu alemanya.
Es va criar a Berlín. La seva mare era d'origen jueu i el seu pare era membre de la burgesia alemanya. El 1939, a causa del nazisme, va haver de marxar d'Alemanya amb la seva mare i la seva germana. Van emigrar a Sofia (Bulgària), fins al 1947. La seva àvia materna va morir al camp de concentració de Theresienstadt. Després de la guerra va viure a Múnic i París, on es va casar amb el cineasta, d'origen jueu, Claude Lanzmann. L'any 1983 va emigrar a Israel i l'any 2006 va tornar a Alemanya. Va morir a Berlín el 31 de juliol de 2016. Els seus llibres han estat traduïts a diversos idiomes. El seu èxit més gran a nivell internacional ha estat Tu no ets una mare com les altres, un relat novel·lat de la vida de la seva mare.

## Obres
1. Die Herren (1961)
2. The men (1963)
3. Der Geliebte (1964)
4. Spuren (1966)
5. Diese Männer. Erzählungen (1966)
6. Diese Männer Ein heiterer Reigen kapriziöser Abenteuer (1967)
7. Die Reise Nach Sofia (1983)
8. Das Haus im Niemandsland, oder, Jerusalem war immer eine schwere Adresse (1989)
9. Du bist nicht so wie andre Mütter (1992) (Tu no ets una mare com les altres. Traducció d'Albert Vitó i Godina. Barcelona, Edicions La Campana, 2016)
10. Die kurze Stunde zwischen Tag und Nacht. Roman (1978)
11. Der schöne Mann : und andere Erzählungen (1993)
12. Grandhotel Bulgaria. Heimkehr In Die Vergangenheit (1997)
13. Jericho: Eine Liebesgeschichte (1995)
14. Von der Erinnerung geweckt: Erzählungen (1999)
15. Wenn ich dich je vergesse, Oh Jerusalem (2002)
16. Der Vogel hat keine Flügel mehr: Briefe meines Bruders Peter Schwiefert an unsere Mutter Mit Kommentaren von Claude Lanzmann und mit einem Nachwort von Ulrike Voswinckel (2012)

## Galeria

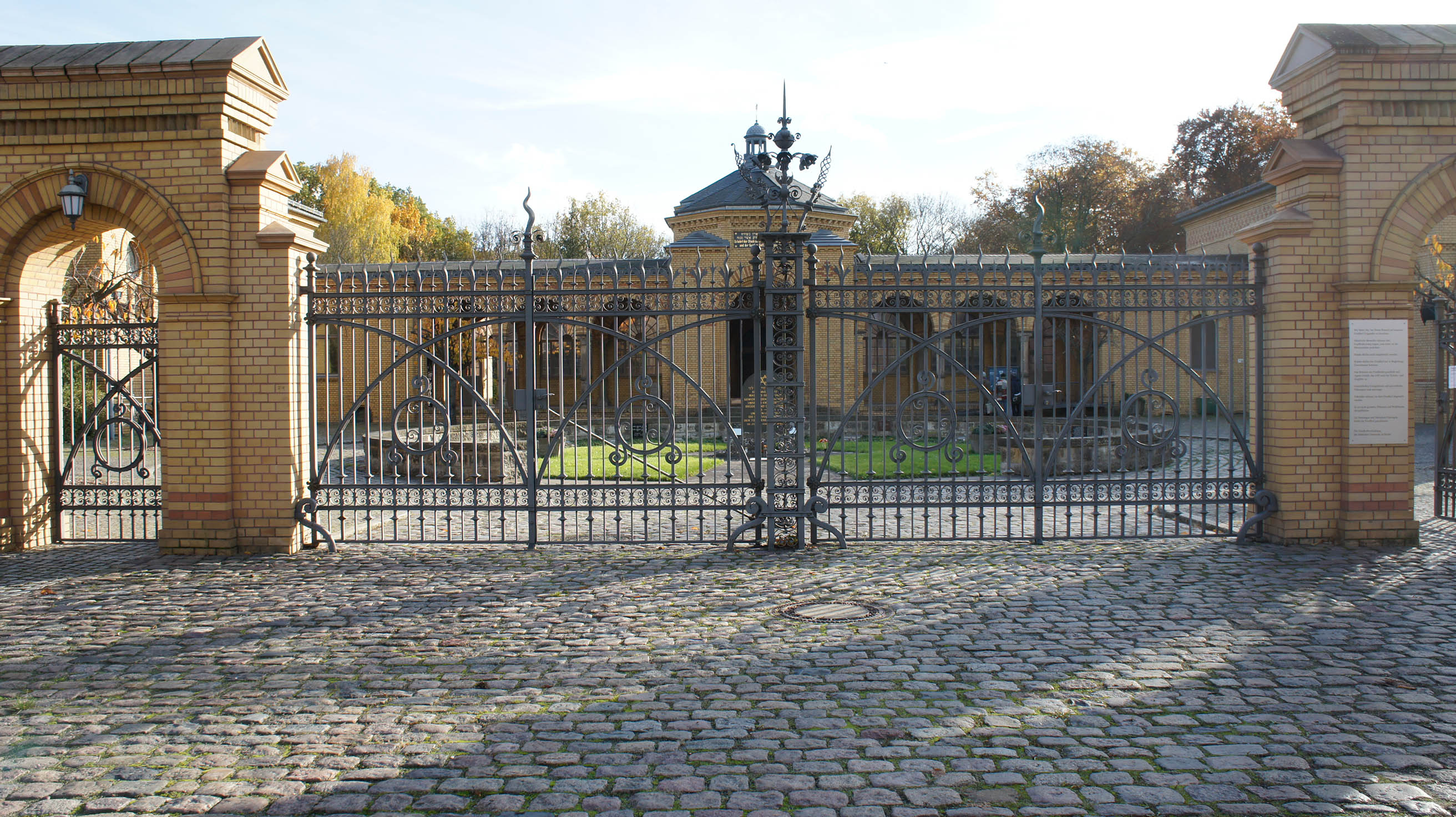
Cementiri jueu Berlin-Weissensee, Alemanya
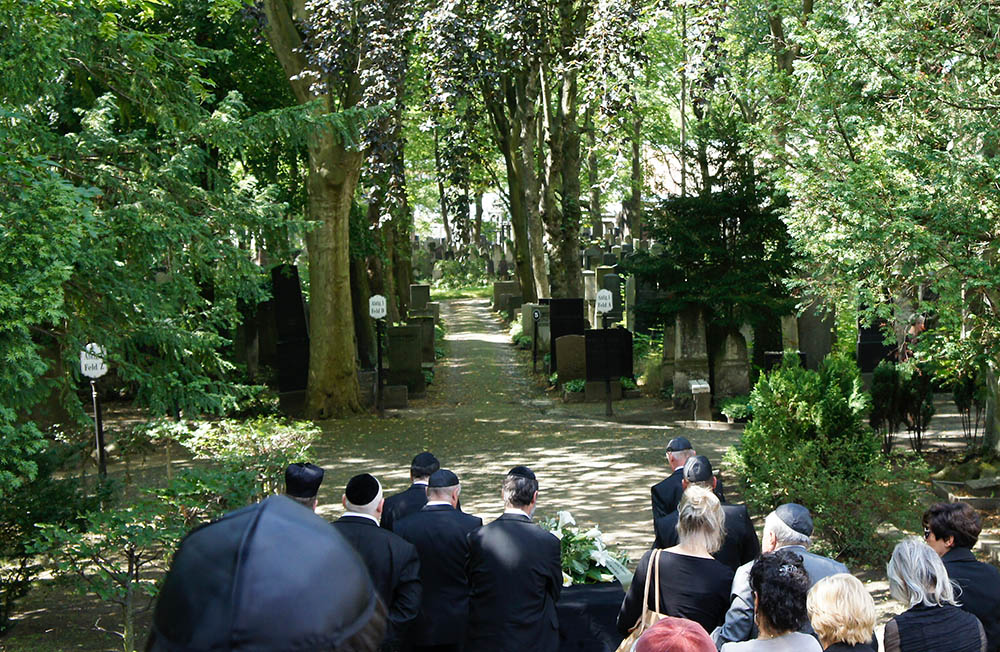
Angelika Schrobsdorff funeral
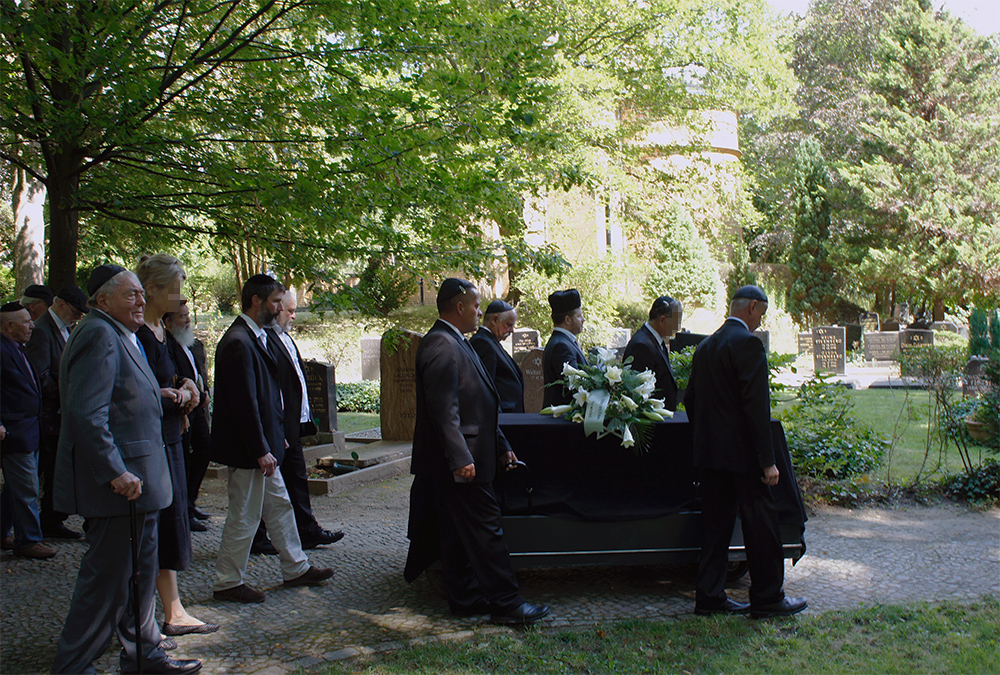
Angelika Schrobsdorff funeral (davant esquerre) Claude Lanzmann
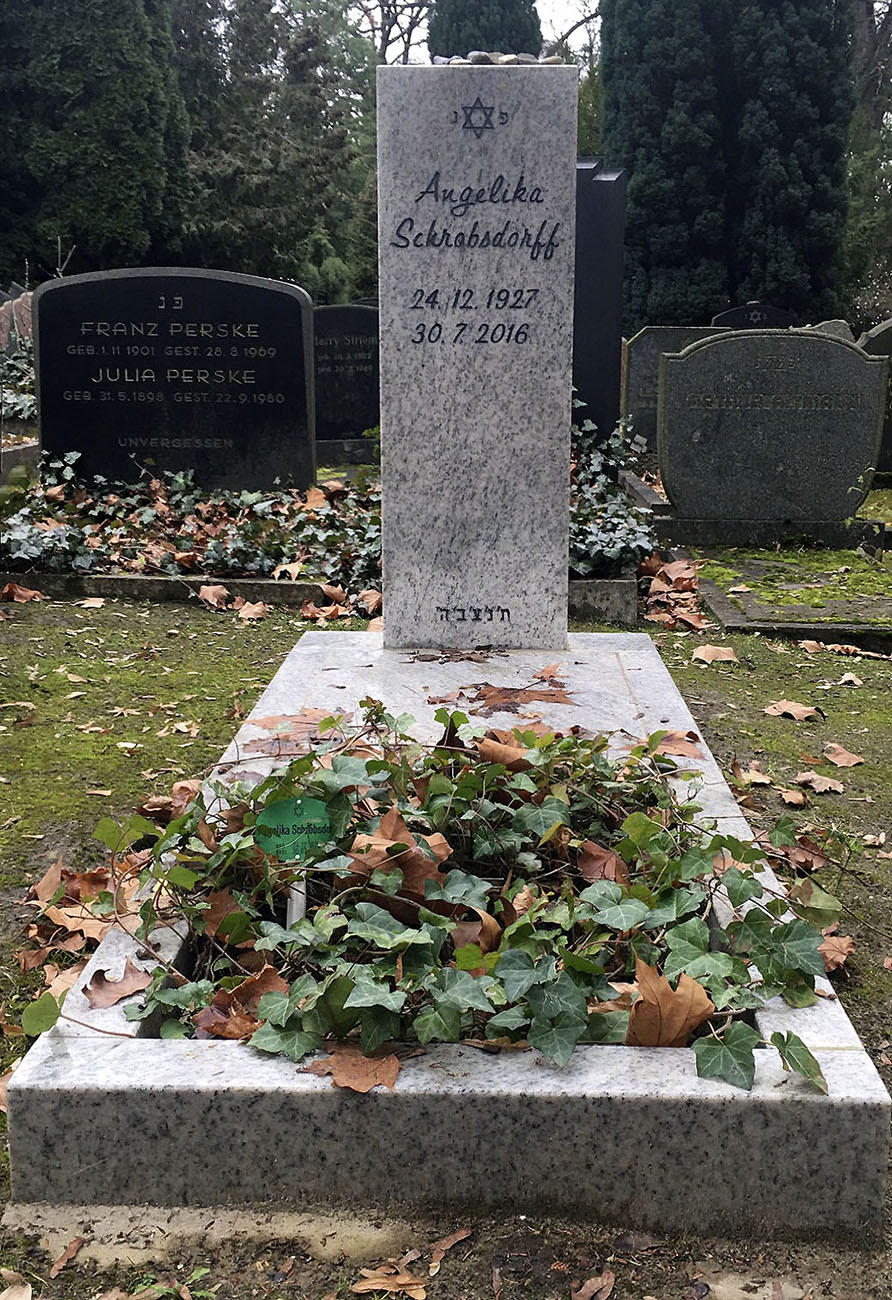
Tomba Angelika Schrobsdorff
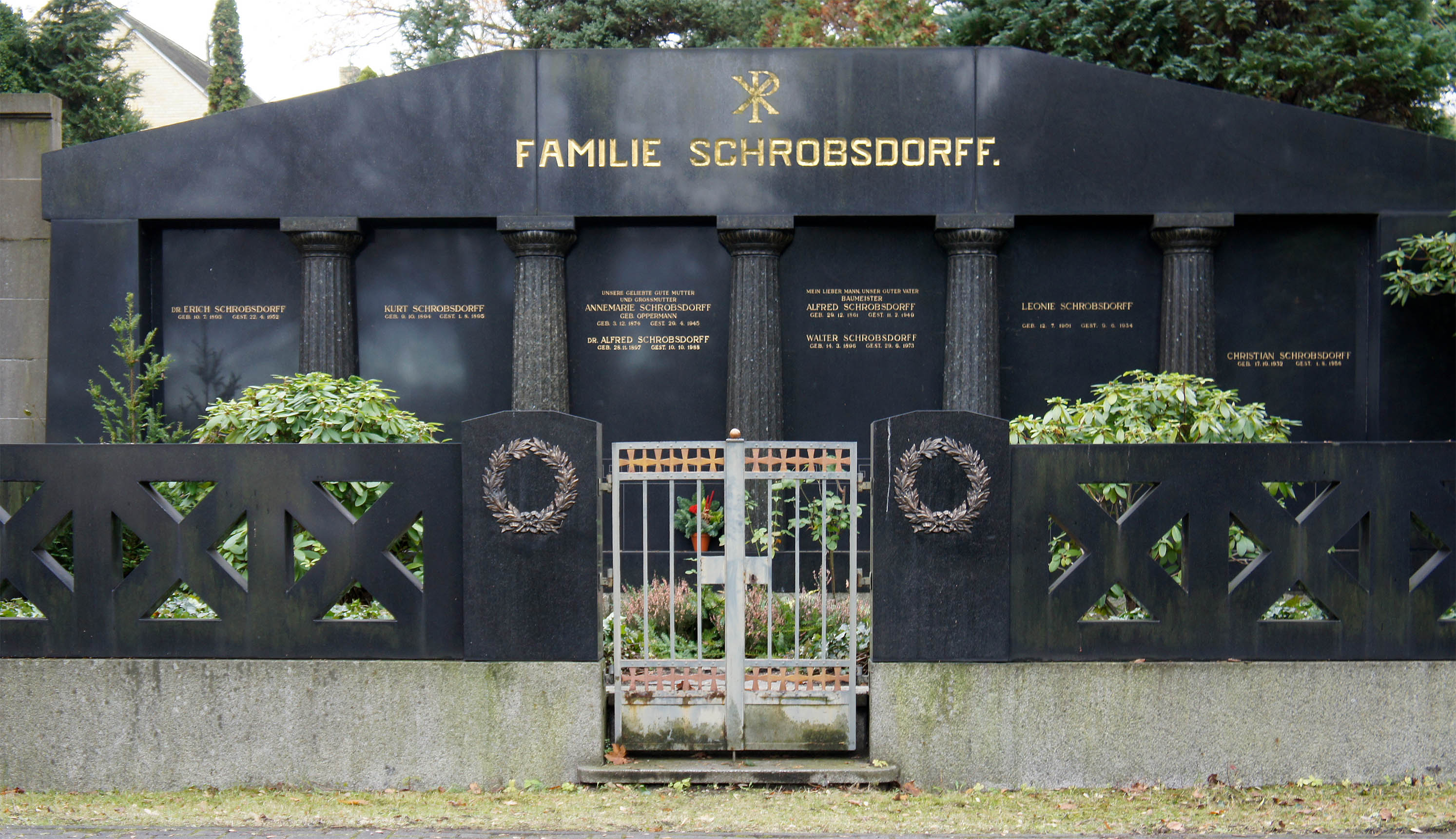
Tomba de la família Schrobsdorff

## Filmografia
- Die Herren (1965)
- Else - Geschichte einer leidenschaftlichen Frau, TV Movie (1991)
- Verspiegelte Zeit - Erinnerungen von Angelika Schrobsdorff (1998)
- Ausgerechnet Bulgarien (2007)